# Gepäckwagen Dye 973
Der Gepäckwagen Dye 973 war ein vierachsiger Packwagen der Deutschen Reichsbahn, der auch noch lange Zeit bei der Deutschen Bundesbahn in Verwendung war. 

## Bauart
Die Fahrzeuge basierten auf den Eilzugwagen der Bauart 28 und waren aus genietetem Stahl gefertigt. Der Aufbau über dem Dienstabteil war schmaler als das Dach. Beidseitig befanden sich je zwei 1500 mm breite Ladeöffnungen mit Schiebetüren. Die ursprünglichen offenen Scherengitterübergänge wurden 1957 beim Umbau der Wagen durch Faltenbälge ersetzt. Beim Fahrwerk wurden Drehgestelle der Bauart Görlitz III leicht verwendet. Abgetrennt vom Gepäckraum waren Dienstabteil, eine Toilette und vier Hundeabteile. Nur fünf Wagen verfügten zudem über eine Küche.

## UEF-Museumswagen
Bei der Ettlinger Sektion der Ulmer Eisenbahnfreunde (UEF) ist mit der Betriebsnummer AVG 408 ein Exemplar erhalten, das bei Sonderfahrten auf der Albtalbahn im Sommer für die Fahrradbeförderung genutzt wird. Am 17. August 1991, dem 205. Todestag König Friedrichs II. von Preußen († 1786) wurden damit die bis dahin auf der Burg Hohenzollern aufgestellten Särge Friedrichs des Großen sowie seines Vaters Friedrich Wilhelm I. († 1740) von Hechingen nach Potsdam überführt. An dieses Ereignis erinnert seit 1992 eine Gedenktafel am Wagen.